# Симулятор выживания
Симулятор выживания (англ. survival sim или англ. survival game, также выживание, сленговое «выживач») — жанр компьютерных игр, разновидность симуляторов жизни, в которых основной целью игрока является сохранение жизни виртуального персонажа на фоне множества угрожающих ему опасностей. Элементы выживания содержатся практически во всех компьютерных играх, но в симуляторах выживания эта задача выдвинута на передний план и является главной в игре. Широкое определение жанра позволяет включить в него многие игры в жанрах roguelike, survival horror, даже некоторые компьютерные ролевые игры, такие, как Dark Souls.
В симуляторах выживания игрок должен исследовать мир игры, добывать ресурсы, необходимые ему для выживания, и избегать опасностей. Симуляторы выживания часто обращаются к теме робинзонады, помещая игрового персонажа на необитаемый остров или в дикую местность и предоставляя ему самостоятельно находить еду и воду, обустраивать жилье и защищаться от опасностей, будь то непогода, дикие звери, люди-бандиты или такие фантастические враги, как мутанты и зомби. Гибель персонажа в симуляторах выживания часто является необратимой: если игрок не сумел сохранить жизнь виртуальному герою, он должен начать прохождение с нуля, теряя все накопленные ресурсы.
Первой игрой в жанре симулятора выживания может считаться Oregon Trail (1979), в которой игрок должен заботиться о группе переселенцев на Орегонском пути, правильно распределять продукты, бороться с болезнями и противостоять набегам индейцев. Хотя игры в жанре симулятора выживания существуют на протяжении многих лет, их расцвет начался в 2010-х годах на волне популярности таких игр, как Minecraft и DayZ. Элементы игр в жанре выживания — такие, как отдых у костров, борьба с непогодой, охота на диких животных и поиск ресурсов для создания нужных предметов — появляются в крупнобюджетных играх других жанров, таких, как Tomb Raider, Far Cry 3 или The Last of Us.